# Leichtathletik-Europameisterschaften 2002/1500 m der Frauen

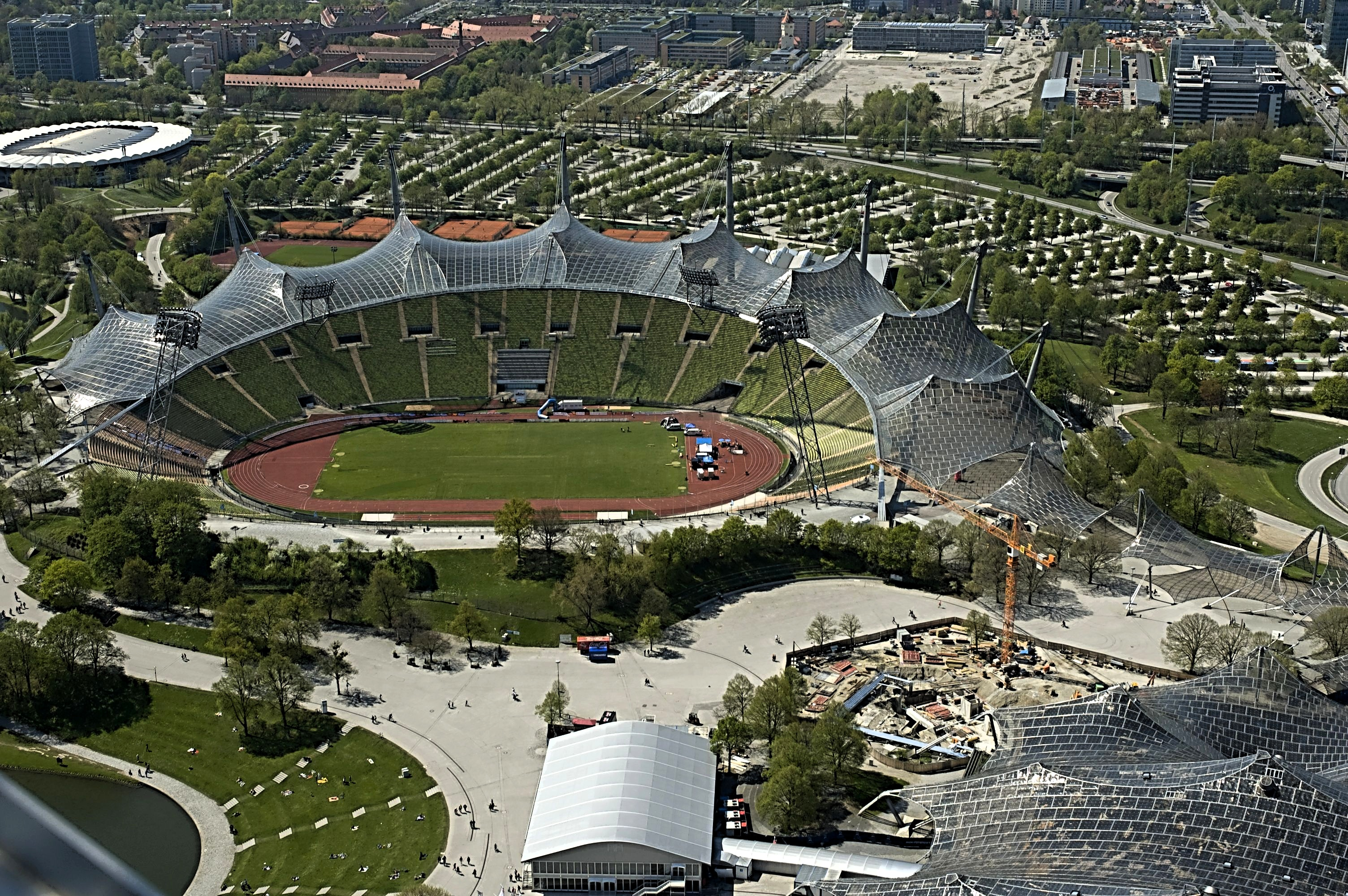
Das Olympiastadion in München von oben im Jahr 2009

Der 1500-Meter-Lauf der Frauen bei den Leichtathletik-Europameisterschaften 2002 wurde am 9. und 11. August 2002 im Münchener Olympiastadion ausgetragen.
Europameisterin wurde die Türkin Süreyya Ayhan. Sie gewann vor der amtierenden Weltmeisterin und Olympiadritten von 2000 Gabriela Szabo aus Rumänien, die mit unter anderem zwei WM-Titeln und dem Olympiasieg 2000 noch erfolgreicher auf der 5000-Meter-Strecke war. Bronze ging an die Russin Tatjana Tomaschowa.

## Bestehende Rekorde
| Weltrekord           | 3:50,46 min | Qu Yunxia         | Peking, Volksrepublik China | 11. September 1993 |
| Europarekord         | 3:52,47 min | Tatjana Kasankina | Zürich, Schweiz             | 13. August 1980    |
| Meisterschaftsrekord | 3:57,80 min | Olga Dwirna       | EM Athen, Griechenland      | 11. September 1982 |

Der seit 1982 bestehende EM-Rekord wurde auch bei diesen Europameisterschaften nicht erreicht. Allerdings blieben die türkische Europameisterin Süreyya Ayhan (3:58,79 min) und die zweitplatzierte Rumänin Gabriela Szabo (3:58,81 min) im Finale am 11. August nur rund eine Sekunde über diesem Rekord. Zum Europarekord fehlten Süreyya Ayhan 6,32 s, zum Weltrekord 8,33 s.

## Vorrunde
9. August 2002
Die Vorrunde wurde in drei Läufen durchgeführt. Die ersten drei Athletinnen pro Lauf – hellblau unterlegt – sowie die darüber hinaus drei zeitschnellsten Läuferinnen – hellgrün unterlegt – qualifizierten sich für das Finale. Alle über ihre Zeit für das Finale qualifizierten Teilnehmerinnen kamen alleine aus dem dritten Vorlauf.

### Vorlauf 1

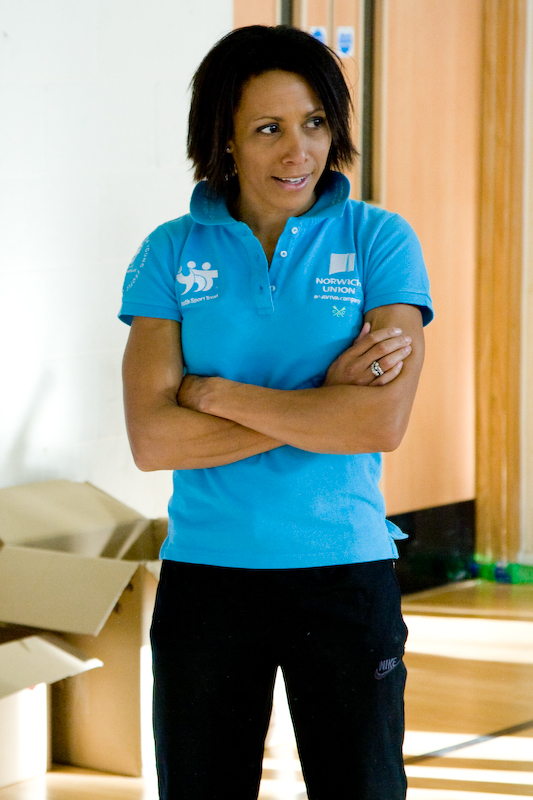
Kelly Holmes, Bronzemedaillengewinnerin über 800 Meter, verpasste das 1500-Meter-Finale um einen Rang
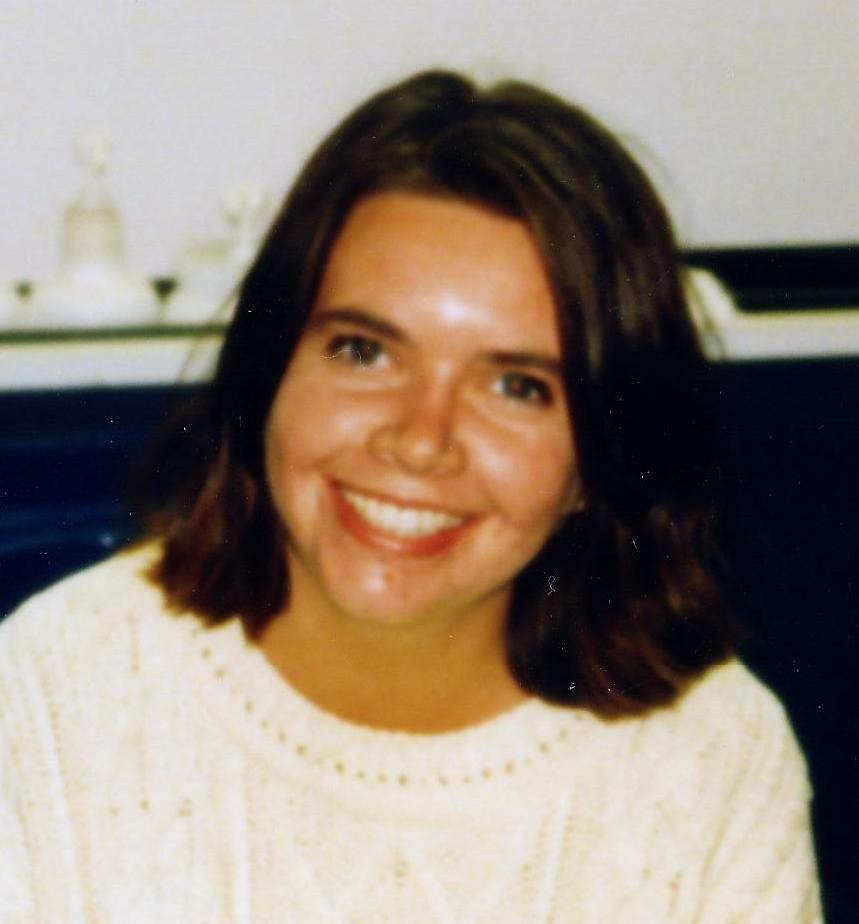
Trine Pilskog schied als Achte ihres Rennens im Vorlauf aus

| Platz | Name                    | Nation         | Zeit (min) |
| ----- | ----------------------- | -------------- | ---------- |
| 1     | Judit Varga             | Ungarn         | 4:07,71    |
| 2     | Daniela Jordanowa       | Bulgarien      | 4:07,79    |
| 3     | Iris María Fuentes-Pila | Spanien        | 4:07,86    |
| 4     | Kelly Holmes            | Großbritannien | 4:08,11    |
| 5     | Elena Iagar             | Rumänien       | 4:09,37    |
| 6     | Jekaterina Pusanowa     | Russland       | 4:11,49    |
| 7     | María Tsírba            | Griechenland   | 4:12,75    |
| 8     | Trine Pilskog           | Norwegen       | 4:13,84    |
| 9     | Rasa Drazdauskaitė      | Litauen        | 4:16,80    |
| 10    | Anjolie Wisse           | Niederlande    | 4:17,89    |

### Vorlauf 2

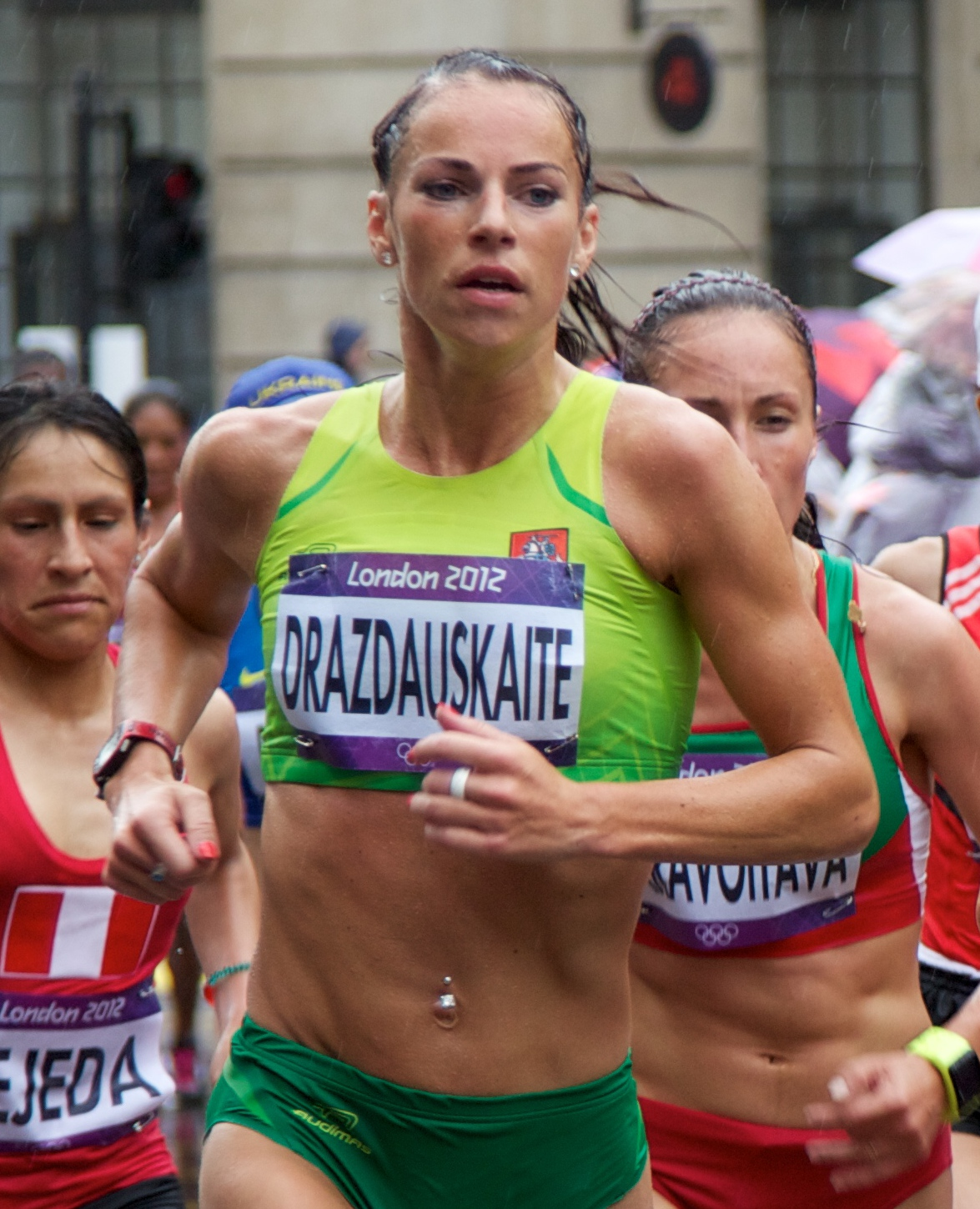
Rasa Drazdauskaitė – später vor allem als Marathonläuferin unterwegs – überstand als Neunte des ersten Vorlaufs die Vorrunde nicht
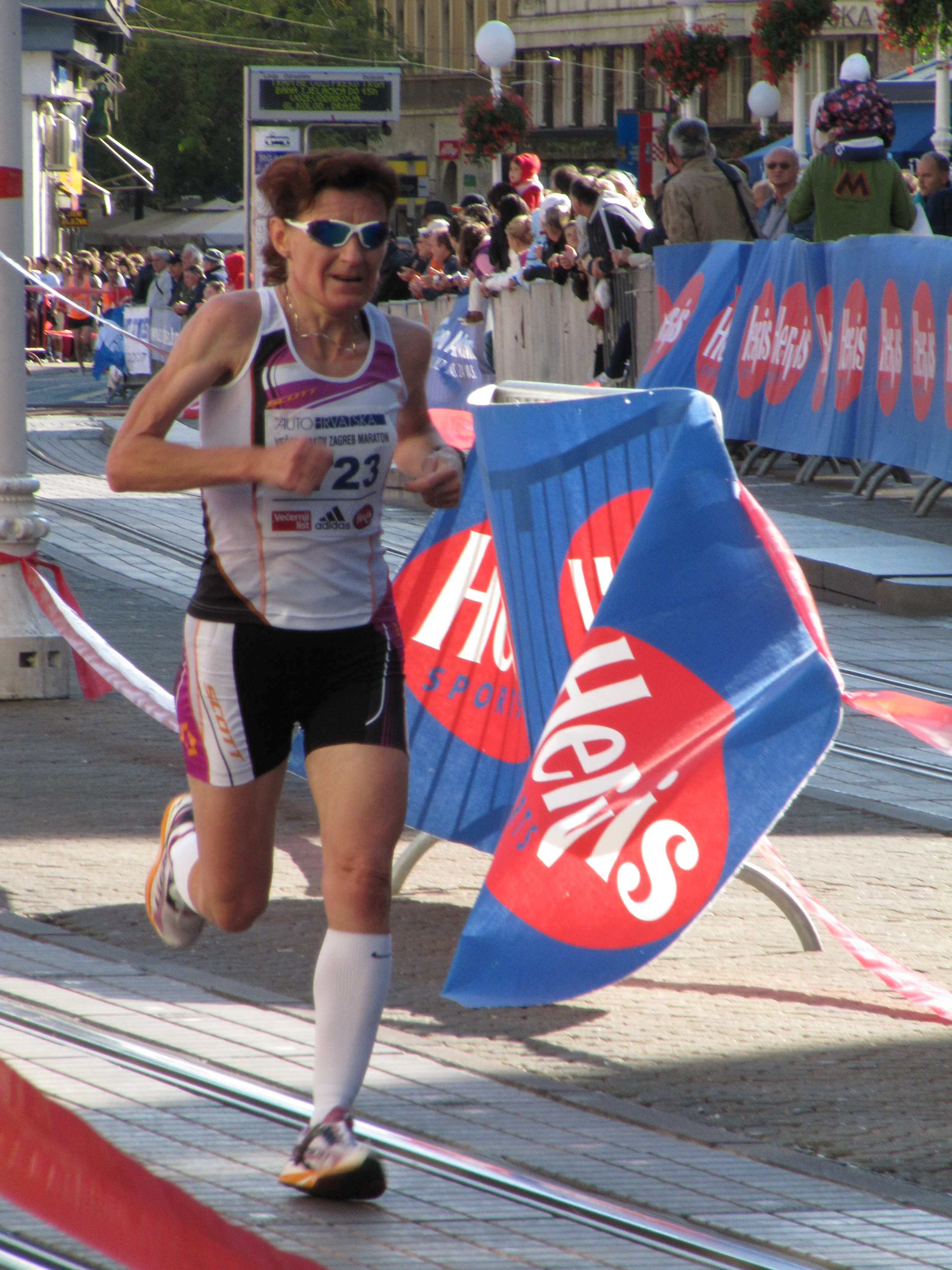
Ihr neunter Rang im zweiten Vorlauf war für Helena Javornik zu wenig, um im Finale dabei zu sein

| Platz | Name                 | Nation         | Zeit (min) |
| ----- | -------------------- | -------------- | ---------- |
| 1     | Süreyya Ayhan        | Türkei         | 4:04,42    |
| 2     | Iryna Lischtschynska | Ukraine        | 4:08,89    |
| 3     | Natalia Rodríguez    | Spanien        | 4:08,91    |
| 4     | Kathleen Friedrich   | Deutschland    | 4:08,98    |
| 5     | Helen Pattinson      | Großbritannien | 4:09,66    |
| 6     | Lena Nilsson         | Schweden       | 4:09,89    |
| 7     | Veerle Dejaeghere    | Belgien        | 4:10,88    |
| 8     | Geraldine Hendricken | Irland         | 4:18,13    |
| 9     | Helena Javornik      | Slowenien      | 4:18,46    |
| 10    | Lívia Tóth           | Ungarn         | 4:19,23    |
| 11    | Sara Palmas          | Italien        | 4:28,31    |

### Vorlauf 3
| Platz | Name               | Nation         | Zeit (min) |
| ----- | ------------------ | -------------- | ---------- |
| 1     | Tatjana Tomaschowa | Russland       | 4:05,04    |
| 2     | Gabriela Szabo     | Rumänien       | 4:05,14    |
| 3     | Núria Fernández    | Spanien        | 4:05,42    |
| 4     | Carla Sacramento   | Portugal       | 4:05,70    |
| 5     | Alessja Turawa     | Belarus        | 4:05,75    |
| 6     | Lidia Chojecka     | Polen          | 4:05,78    |
| 7     | Hayley Tullett     | Großbritannien | 4:10,68    |
| 8     | Maria Lynch        | Irland         | 4:14,41    |
| 9     | Heidi Jensen       | Dänemark       | 4:16,01    |
| 10    | Kristin Roset      | Norwegen       | 4:17,40    |
| 11    | Sonja Roman        | Slowenien      | 4:19,87    |

## Finale

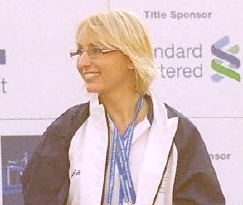
Vizeeuropameisterin Gabriela Szabo, amtierende Weltmeisterin und Olympiadritte von 2000 – sie war mit unter anderem zwei WM-Titeln und dem Olympiasieg 2000 noch erfolgreicher auf der 5000-Meter-Strecke
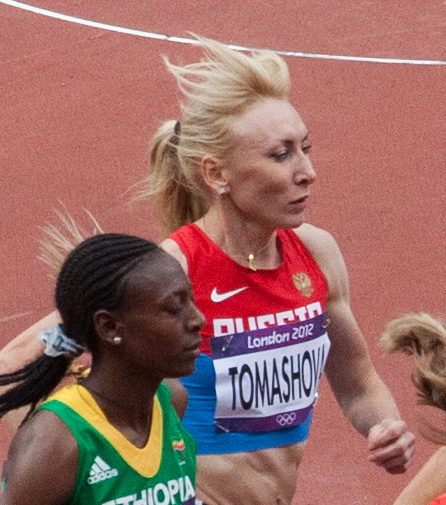
Mit Bronze errang Tatjana Tomaschowa ihre erste Medaille bei einer großen Meisterschaft – später gab es für sie Silber und Bronze bei Olympischen Spielen sowie zwei WM-Titel und den EM-Sieg 2006
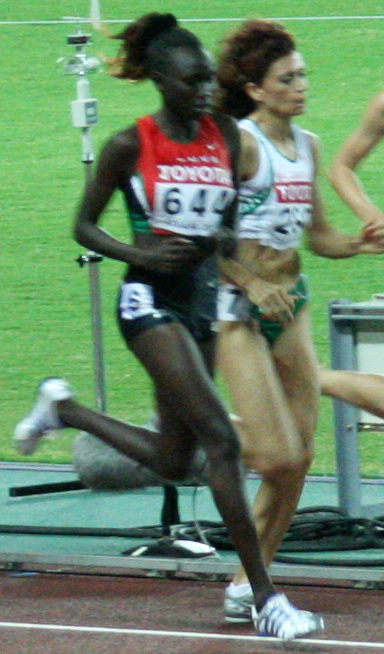
Daniela Jordanowa (rechts) belegte Rang fünf

11. August 2002
| Platz | Name                    | Nation    | Zeit (min) |
| ----- | ----------------------- | --------- | ---------- |
| 1     | Süreyya Ayhan           | Türkei    | 3:58,79    |
| 2     | Gabriela Szabo          | Rumänien  | 3:58,81    |
| 3     | Tatjana Tomaschowa      | Russland  | 4:01,28    |
| 4     | Judit Varga             | Ungarn    | 4:02,37    |
| 5     | Daniela Jordanowa       | Bulgarien | 4:03,03    |
| 6     | Natalia Rodríguez       | Spanien   | 4:06,15    |
| 7     | Alessja Turawa          | Belarus   | 4:06,64    |
| 8     | Núria Fernández         | Spanien   | 4:07,11    |
| 9     | Lidia Chojecka          | Polen     | 4:10,56    |
| 10    | Iryna Lischtschynska    | Ukraine   | 4:11,70    |
| 11    | Iris María Fuentes-Pila | Spanien   | 4:13,02    |
| 12    | Carla Sacramento        | Portugal  | 4:17,01    |

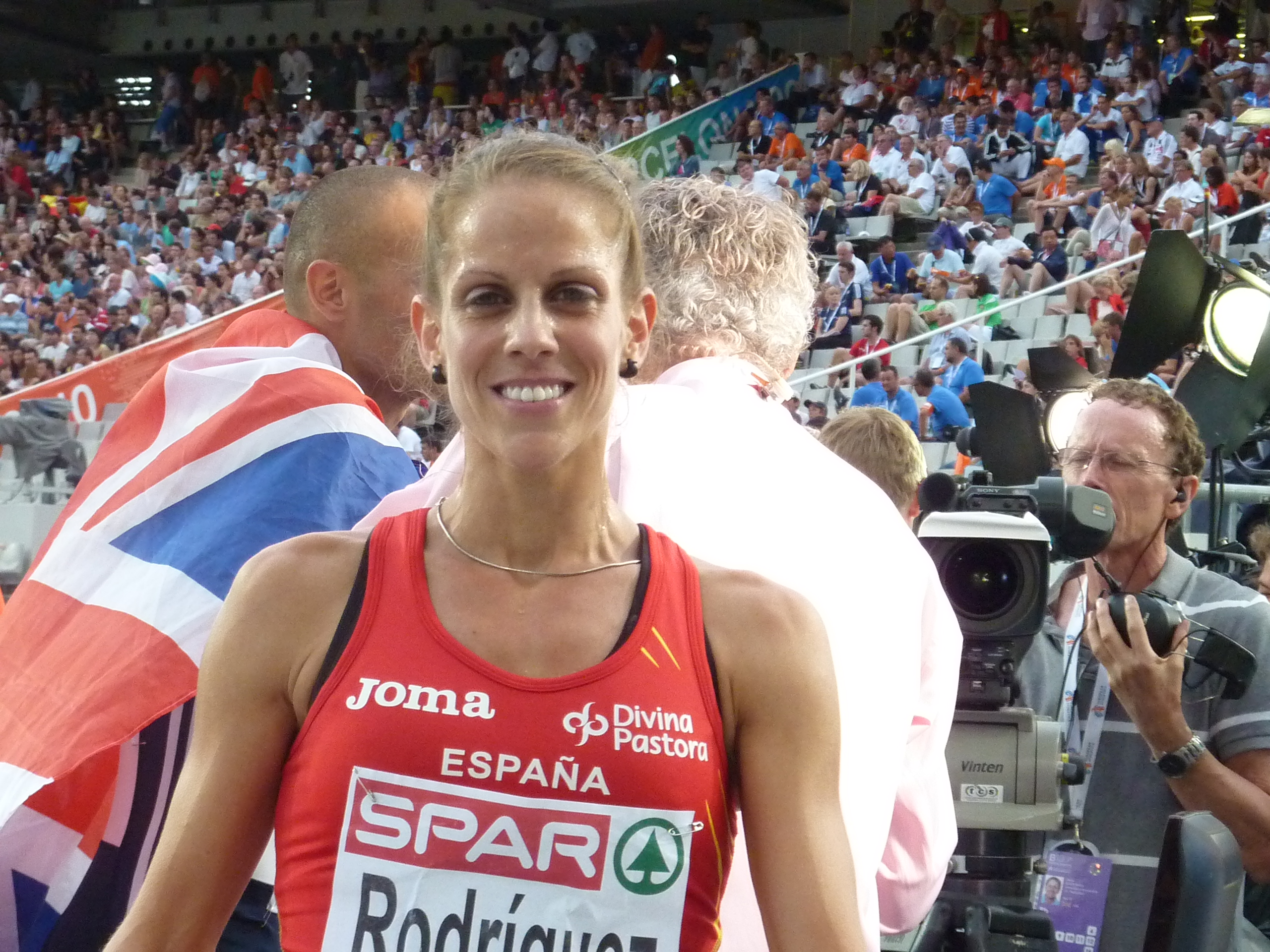
Natalia Rodríguez kam auf den sechsten Platz
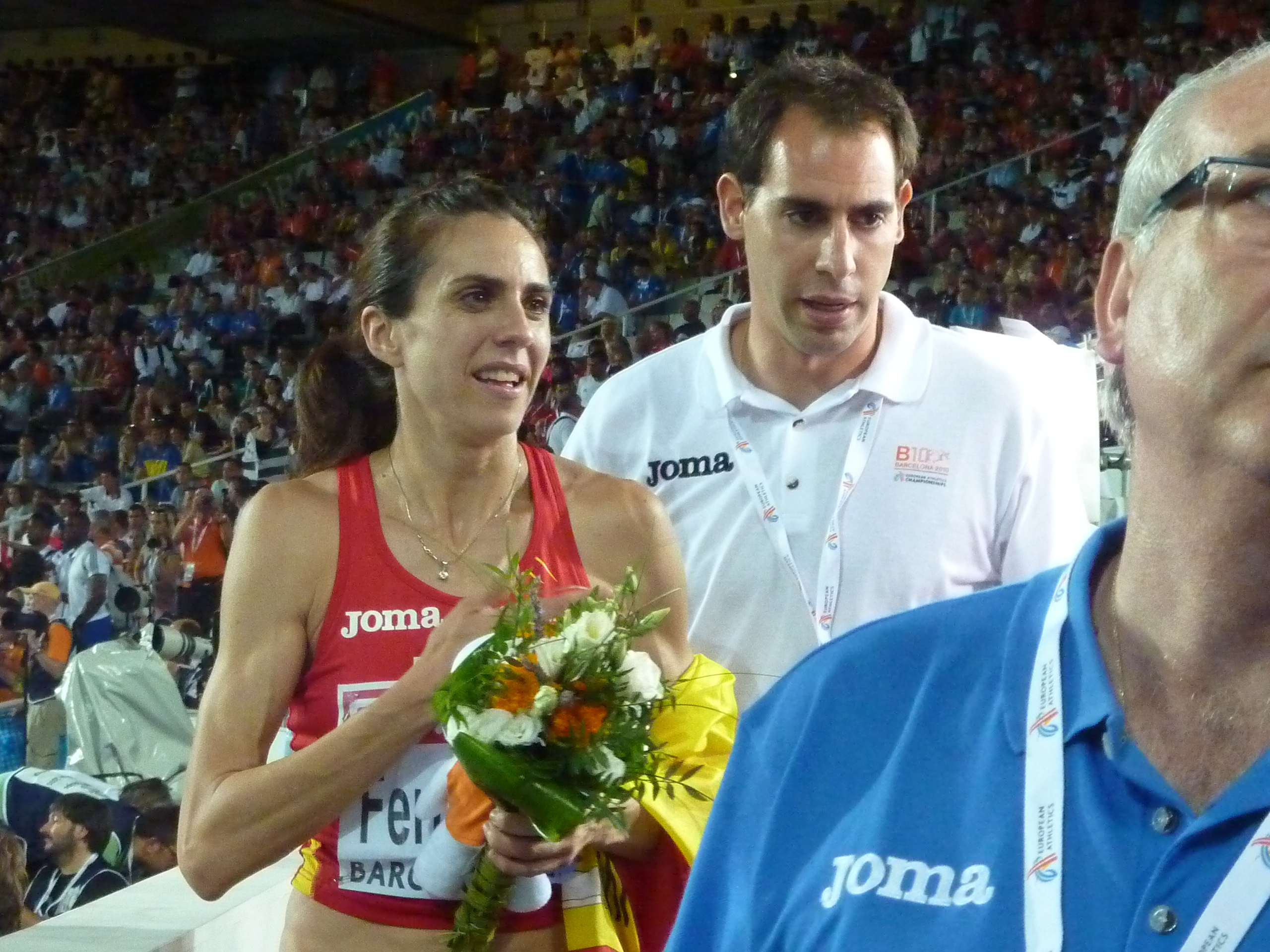
Núria Fernández erreichte Rang acht
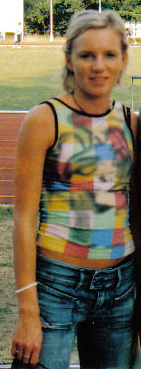
Die neuntplatzierte Lidia Chojecka
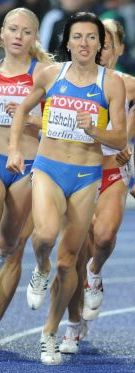
Iryna Lischtschynska (hier in führender Position) wurde Zehnte in diesem Finale